# Badminton ai Giochi della XXXI Olimpiade - Doppio misto
Le gare del torneo doppio misto di badminton ai giochi olimpici Rio de Janeiro 2016 si sono tenute dall'11 al 17 agosto presso il Riocentro.

## Formato
Le gare iniziano con un turno preliminare: le coppie sono divise in gruppi e ognuno sfida gli avversari del gruppo. Le prime due coppie di ogni girone accedono alla fase a eliminazione diretta.

## Teste di serie
1. Zhang Nan / Zhao Yunlei
2. Ko Sung-hyun / Kim Ha-na

1. Tontowi Ahmad / Lilyana Natsir
2. Joachim Fischer Nielsen / Christinna Pedersen

## Fase a gruppi

### Gruppo A
| Squadra                        | Pt | G | V | P | SV | SP |
| ------------------------------ | -- | - | - | - | -- | -- |
| Zhang Nan / Zhao Yunlei        | 3  | 3 | 3 | 0 | 6  | 0  |
| Praveen Jordan / Debby Susanto | 2  | 3 | 2 | 1 | 4  | 3  |
| Lee Chun Hei / Chau Hoi Wah    | 1  | 3 | 1 | 2 | 3  | 4  |
| Michael Fuchs / Birgit Michels | 0  | 3 | 0 | 3 | 0  | 6  |

#### Risultati
| Squadra 1              | Punteggio            | Squadra 2              |
| 11 agosto, 8:00        | 11 agosto, 8:00      | 11 agosto, 8:00        |
| ---------------------- | -------------------- | ---------------------- |
| Zhang N. / Zhao Y.L.   | 21 - 19 21 - 16      | M. Fuchs / B. Michels  |
| 11 agosto, 10:45       |                      |                        |
| P. Jordan / D. Susanto | 21 - 12 19 - 21 - 15 | Lee C.H. / Chau H.W.   |
| 12 agosto, 8:00        |                      |                        |
| Zhang N. / Zhao Y.L.   | 21 - 16 21 - 15      | Lee C.H. / Chau H.W.   |
| 12 agosto, 9:35        |                      |                        |
| P. Jordan / D. Susanto | 21 - 16 21 - 15      | M. Fuchs / B. Michels  |
| 13 agosto, 16:40       |                      |                        |
| Zhang N. / Zhao Y.L.   | 21 - 11 21 - 18      | P. Jordan / D. Susanto |
| 13 agosto, 16:40       |                      |                        |
| Lee C.H. / Chau H.W.   | 21 - 17 21 - 14      | M. Fuchs / B. Michels  |

### Gruppo B
| Squadra                                       | Pt | G | V | P | SV | SP |
| --------------------------------------------- | -- | - | - | - | -- | -- |
| Robert Mateusiak / Nadieżda Zięba             | 2  | 3 | 2 | 1 | 4  | 4  |
| Xu Chen / Ma Jin                              | 2  | 3 | 2 | 1 | 5  | 4  |
| Chris Adcock / Gabrielle Adcock               | 1  | 3 | 1 | 2 | 4  | 5  |
| Joachim Fischer Nielsen / Christinna Pedersen | 1  | 3 | 1 | 2 | 4  | 4  |

#### Risultati
| Squadra 1                  | Punteggio               | Team 2                  |
| 11 agosto, 16:40           | 11 agosto, 16:40        | 11 agosto, 16:40        |
| -------------------------- | ----------------------- | ----------------------- |
| Xu C. / Ma J.              | 13 - 21 22 – 20 21 – 15 | C. Adcock / G. Adcock   |
| 11 agosto, 16:40           |                         |                         |
| J.F. Nielsen / C. Pedersen | 21 – 18 23 – 21         | R. Mateusiak / N. Zięba |
| 12 agosto, 8:25            |                         |                         |
| Xu C. / Ma J.              | 21 – 13 9 - 21 19 – 21  | R. Mateusiak / N. Zięba |
| 12 agosto, 9:35            |                         |                         |
| J.F. Nielsen / C. Pedersen | 19 - 21 24 – 22 17 – 21 | C. Adcock / G. Adcock   |
| 13 agosto, 8:25            |                         |                         |
| J.F. Nielsen / C. Pedersen | 24 – 22 14 - 21 16 – 21 | Xu C. / Ma J.           |
| 13 agosto, 10:45           |                         |                         |
| C. Adcock / G. Adcock      | 21 – 18 25 - 27 9 – 21  | R. Mateusiak / N. Zięba |

### Gruppo C
| Squadra                           | Pt | G | V | P | SV | SP |
| --------------------------------- | -- | - | - | - | -- | -- |
| Tontowi Ahmad / Lilyana Natsir    | 3  | 3 | 3 | 0 | 6  | 0  |
| Chan Peng Soon / Goh Liu Ying     | 2  | 3 | 2 | 1 | 4  | 2  |
| Bodin Issara / Savitree Amitrapai | 1  | 3 | 1 | 2 | 2  | 4  |
| Robin Middleton / Leanne Choo     | 0  | 3 | 0 | 3 | 0  | 6  |

#### Risultati
| Squadra 1                | Punteggio        | Team 2                   |
| 11 agosto, 15:30         | 11 agosto, 15:30 | 11 agosto, 15:30         |
| ------------------------ | ---------------- | ------------------------ |
| T. Ahmad / L. Natsir     | 21 – 7 21 – 8    | R. Middleton / L. Choo   |
| 11 agosto, 16:40         |                  |                          |
| Chan P.S. / Goh L.Y.     | 21 – 13 21 – 19  | B. Issara / S. Amitrapai |
| 12 agosto, 11:55         |                  |                          |
| T. Ahmad / L. Natsir     | 21 – 11 21 – 13  | B. Issara / S. Amitrapai |
| 12 agosto, 15:55         |                  |                          |
| Chan P.S. / Goh L.Y.     | 21 – 17 21 – 15  | R. Middleton / L. Choo   |
| 13 agosto, 10:10         |                  |                          |
| T. Ahmad / L. Natsir     | 21 – 15 21 – 11  | Chan P.S. / Goh L.Y.     |
| 13 agosto, 21:05         |                  |                          |
| B. Issara / S. Amitrapai | 21 – 13 21 – 18  | R. Middleton / L. Choo   |

### Gruppo D
| Squadra                       | Pt | G | V | P | SV | SP |
| ----------------------------- | -- | - | - | - | -- | -- |
| Ko Sung-hyun / Kim Ha-na      | 3  | 3 | 3 | 0 | 6  | 0  |
| Kenta Kazuno / Ayane Kurihara | 2  | 3 | 2 | 1 | 4  | 2  |
| Jacco Arends / Selena Piek    | 1  | 3 | 1 | 2 | 2  | 4  |
| Phillip Chew / Jamie Subandhi | 0  | 3 | 0 | 3 | 0  | 6  |

#### Risultati
| Squadra 1               | Punteggio       | Team 2                  |
| 11 agosto, 9:00         | 11 agosto, 9:00 | 11 agosto, 9:00         |
| ----------------------- | --------------- | ----------------------- |
| K. Kazuno / A. Kurihara | 21 – 14 21 – 19 | J. Arends / S. Piek     |
| 11 agosto, 9:35         |                 |                         |
| Ko S-h / Kim H-n        | 21 – 10 21 – 12 | P. Chew / J. Subandhi   |
| 12 agosto, 15:30        |                 |                         |
| K. Kazuno / A. Kurihara | 21 – 6 21 – 12  | P. Chew / J. Subandhi   |
| 12 agosto, 16:40        |                 |                         |
| Ko S-h / Kim H-n        | 21 – 10 21 – 10 | J. Arends / S. Piek     |
| 13 agosto, 9:00         |                 |                         |
| Ko S-h / Kim H-n        | 25 – 23 21 – 17 | K. Kazuno / A. Kurihara |
| 13 agosto, 15:55        |                 |                         |
| J. Arends / S. Piek     | 21 – 15 21 – 19 | P. Chew / J. Subandhi   |

## Fase a eliminazione diretta
|  | Quarti di finale | Quarti di finale                | Quarti di finale             | Quarti di finale            | Quarti di finale |                              |                             | Semifinali | Semifinali                | Semifinali                | Semifinali                | Semifinali                |                           |                           | Finale Medaglia d'Oro     | Finale Medaglia d'Oro        | Finale Medaglia d'Oro | Finale Medaglia d'Oro | Finale Medaglia d'Oro |
|  |                  |                                 |                              |                             |                  |                              |                             |            |                           |                           |                           |                           |                           |                           |                           |                              |                       |                       |                       |
|  | A1               | Zhang Nan Zhao Yunlei           | 21                           | 21                          |                  |                              |                             |            |                           |                           |                           |                           |                           |                           |                           |                              |                       |                       |                       |
|  | D2               | Kenta Kazuno Ayane Kurihara     | 14                           | 12                          |                  |                              |                             |            |                           |                           |                           |                           |                           |                           |                           |                              |                       |                       |                       |
|  | D2               | Kenta Kazuno Ayane Kurihara     | 14                           | 12                          |                  | A1                           | Zhang Nan Zhao Yunlei       | 16         | 15                        |                           |                           |                           |                           |                           |                           |                              |                       |                       |                       |
|  |                  |                                 |                              |                             |                  | A1                           | Zhang Nan Zhao Yunlei       | 16         | 15                        |                           |                           |                           |                           |                           |                           |                              |                       |                       |                       |
|  |                  | C1                              | Tontowi Ahmad Lilyana Natsir | 21                          | 21               |                              |                             |            |                           |                           |                           |                           |                           |                           |                           |                              |                       |                       |                       |
|  | C1               | C1                              | Tontowi Ahmad Lilyana Natsir | 21                          | 21               | Tontowi Ahmad Lilyana Natsir | 21                          | 21         |                           |                           |                           |                           |                           |                           |                           |                              |                       |                       |                       |
|  | C1               |                                 |                              |                             |                  | Tontowi Ahmad Lilyana Natsir | 21                          | 21         |                           |                           |                           |                           |                           |                           |                           |                              |                       |                       |                       |
|  | A2               | Praveen Jordan Debby Susanto    | 16                           | 11                          |                  |                              |                             |            |                           |                           |                           |                           |                           |                           |                           |                              |                       |                       |                       |
|  |                  |                                 |                              |                             |                  |                              |                             |            |                           |                           |                           |                           |                           |                           | C1                        | Tontowi Ahmad Lilyana Natsir | 21                    | 21                    |                       |
|  |                  |                                 | C2                           | Chan Peng Soon Goh Liu Ying | 14               | 12                           |                             |            |                           |                           |                           |                           |                           |                           |                           |                              |                       |                       |                       |
|  | C2               | Chan Peng Soon Goh Liu Ying     | 21                           | 21                          |                  |                              |                             |            |                           |                           |                           |                           |                           |                           |                           |                              |                       |                       |                       |
|  | B1               | Robert Mateusiak Nadieżda Zięba | 17                           | 10                          |                  |                              |                             |            |                           |                           |                           |                           |                           |                           |                           |                              |                       |                       |                       |
|  | B1               | Robert Mateusiak Nadieżda Zięba | 17                           | 10                          |                  | C2                           | Chan Peng Soon Goh Liu Ying | 21         | 21                        |                           |                           |                           |                           |                           |                           |                              |                       |                       |                       |
|  |                  |                                 |                              |                             |                  | C2                           | Chan Peng Soon Goh Liu Ying | 21         | 21                        |                           |                           |                           |                           |                           |                           |                              |                       |                       |                       |
|  |                  | B2                              | Xu Chen Ma Jin               | 12                          | 19               |                              |                             |            | Finale Medaglia di Bronzo | Finale Medaglia di Bronzo | Finale Medaglia di Bronzo | Finale Medaglia di Bronzo | Finale Medaglia di Bronzo | Finale Medaglia di Bronzo | Finale Medaglia di Bronzo |                              |                       |                       |                       |
|  | B2               | B2                              | Xu Chen Ma Jin               | 12                          | 19               | Xu Chen Ma Jin               | 21                          | 21         | Finale Medaglia di Bronzo | Finale Medaglia di Bronzo | Finale Medaglia di Bronzo | Finale Medaglia di Bronzo | Finale Medaglia di Bronzo | Finale Medaglia di Bronzo | Finale Medaglia di Bronzo |                              |                       |                       |                       |
|  | B2               |                                 |                              |                             |                  | Xu Chen Ma Jin               | 21                          | 21         |                           |                           |                           |                           |                           |                           |                           |                              |                       |                       |                       |
|  | D1               | Ko Sung-hyun Kim Ha-na          | 17                           | 18                          |                  |                              |                             |            |                           |                           |                           |                           |                           |                           | A1                        | Zhang Nan Zhao Yunlei        | 21                    | 21                    |                       |
|  |                  |                                 |                              |                             |                  |                              |                             |            |                           |                           |                           |                           |                           |                           | B2                        | Xu Chen Ma Jin               | 7                     | 11                    |                       |

## Medagliere
| Evento       | Oro       | Argento  | Bronzo |
| Doppio misto | Indonesia | Malaysia | Cina   |